# Все они смеялись
«Все́ они́ смея́лись» (англ. They All Laughed) — американская комедия 1981 года режиссёра Питера Богдановича, снятая по сценарию Богдановича и Блейна Новака. Слоган фильма: «Некоторые из них обещали, что они никогда не будут влюбляться».

## Сюжет
Действие романтической комедии происходит в Манхэттене, Нью-Йорк (штат Нью-Йорк, США). Фильм рассказывает историю трёх частных детективов, следящих за двумя красавицами, которых мужья подозревают в неверности. Джон Руссо (Бен Газзара) следит за Анжелой Ниотес (Одри Хепбёрн), изящной женой богатого итальянского промышленника, в то время как Чарльз Ратледж (Джон Риттер) и Артур Бродский (Блейн Новак) следят за молодой красавицей Долорес Мартин (Дороти Страттен). Но дело вскоре усложняется — Джон влюбляется в Анжелу, а Чарльз в Долорес.

## Тематика
В этой картине есть множество намёков на связь сюжета с событиями, происходившими в реальной жизни актёров, что привело к оживлённым дискуссиям, которые, в свою очередь, поспособствовали поднятию интереса к фильму. Сын Одри Хепбёрн играет роль Хосе, а роль её сына в фильме играет Гленн Скарпелли. По словам Богдановича, у Одри Хепбёрн и Бена Газзара был роман до начала съёмок (комментаторы не согласились с тем, что Одри и Бен имели на экране взаимное влечение друг к другу). Реальные дочери Богдановича изображают в фильме дочерей Джона Руссо, который вместе с Артуром (прикидывающимся, в свою очередь, сыном Руссо в финальной сцене) завербованы, чтобы проверить верность Анжелы Ниотес. Артур, который играет прежде всего посредника в романах других героев, изображается одним из сценаристов фильма Блейном Новаком. Чарльз, который следит за героиней Дороти Страттен, носит фирменный знак Питера Богдановича — небольшие пластмассовые очки — возможно, это связано с зарождающимися чувствами Богдановича и последующим признанием его любви к Дороти.
Тема скрытой любви «всплывает» в фильме повсюду. Отношения Руссо с таксисткой — возможно наименее скрытые и самые искренние отношения, так как Руссо признаётся, что он стареет и его подводит сексуальное искусство, причём Руссо называет Дебору «Сэмом» по неясным причинам. Тема скрытых желаний отражается и в саундтреке, который сочетает кантри Роя Экаффа, Джонни Кэша, Вэйлона Дженнингса и Родни Крауэлла с пейзажами Манхэттена и песнями Фрэнка Синатры.

## Реакция на фильм

### События, произошедшие после окончания съёмок
После постановки фильма Дороти Страттен была убита своим мужем, который переживал уход жены к режиссёру фильма Питеру Богдановичу. Студии отказывались выпускать фильм после негативных публикаций, связанных с убийством. Богданович выкупил плёнку на свои собственные деньги, чтобы фильм могли увидеть зрители. Но фильм был встречен прохладно и собрал небольшую кассу. Богданович потерял миллионы долларов и был вынужден объявить о банкротстве.

### Критика
Критики не очень хорошо встретили фильм. На сайте Rotten Tomatoes фильм имеет рейтинг в 33 % при 2-х положительных рецензиях, 4-х нейтральных и 4-х отрицательных. Средняя оценка среди всех критиков: 5,2/10. Деннис Шварц из «Ozus' World Movie Reviews» написал: «Без искорки». Фернандо Ф. Кроук из «Slant Magazine», напротив, увидел искорку в картине: «Это — изящно поставленный хоровод переплетённых между собой преследований».

Эта довольно привлекательная романтическая комедия во время своего выпуска была оценена критиками отрицательно, причём иногда в весьма резких тонах. Картина не является остроумной, сложной и свежей романтической комедией, каковой она пытается казаться, но обеспечивает приличное количество беззаботного развлечения. Питер Богданович, кажется, не знает, куда ведёт сюжет, позволяя ему блуждать по экрану. Так как он автор этого фильма, нет никого, кто мог бы вынудить его исправить этот главный недостаток. Всегда с удовольствием наблюдаешь за Одри Хепбёрн, у Бена Газзара есть несколько неплохих моментов, Дороти Страттен и Патти Хансен тоже на высоте; лишь Джон Риттер не смог произвести стоящего впечатления, несколько переусердствовав в своём фарсе, что привело к плохому эффекту. Этой группы актёров будет достаточно, чтобы большинство зрителей улыбались, но не смеялись, на протяжении всего фильма.
Оригинальный текст (англ.)Dismissed by critics at the time of its release -- sometimes quite harshly -- They All Laughed is actually a moderately engaging romantic comedy. It doesn't succeed at being the witty, sophisticated, breezy sex comedy that it wants to be, but it provides a decent amount of lighthearted entertainment. The screenplay is the culprit here; Peter Bogdanovich doesn't really seem to know where the story is going, allowing it to meander all around the screen without ever arriving at its destination. Since he's the director as well as the writer, there's no one to force him to correct this major flaw -- and Bogdanovich's direction is only slightly more focused than his writing here, resulting in a film that moves in fits and starts. The (mostly) talented cast is not really used to their best advantage, with only Colleen Camp scoring a decisive hit, but they do provide the film with its biggest asset. It's always a treat to see Audrey Hepburn, Ben Gazzara has some good moments, and Dorothy Stratten and Patti Hansen are certainly easy on the eyes; only John Ritter fails to make a decent impression, overdoing his slapstick shtick to poor effect. Spending time with this group of people will be enough to keep most viewers smiling, if not laughing, throughout most of They All Laughed.
— Крэйг Батлер "Allmovie". Оценка: 3/5

Смотря этот фильм, вы не верите, что это работа режиссёра, создавшего такие прекрасные фильмы, как «Последний киносеанс», «Бумажная луна», «Дейзи Миллер», «В чем дело, Док?» и «Наконец-то любовь».
Оригинальный текст (англ.)You cannot believe that it is the work of the same man who made The Last Picture Show, Paper Moon, Daisy Miller, What's Up, Doc and even At Long Last, Love.
— Винсент Кэнби. "New York Times", 20 ноября 1981

Богданович создал нежнейший антихичкоковский манифест вуайеризма: фильм утверждает, что если следить за человеком, не имея возможности вторгнуться в его жизнь, то неизбежно влюбишься. Одри Хепбёрн, долгое время проведшая в психлечебнице, осторожно, как пугливый зверёк, пробовала заново обжиться на съёмочной площадке; она так и не поборола страх, снявшись впоследствии лишь единожды, у Спилберга, но её неуверенная пластика воришки пришлась к роли идеально. 20-летняя Дороти Страттен, девушка с разворота «Плейбоя» и подружка Богдановича, напротив, была неуверенна оттого, что делала первые шаги к славе — робко, словно не веря собственному счастью.
— Алексей Васильев "Афиша", 5 мая 2007

### Значение фильма
- Стал последним художественным фильмом, в котором Одри Хепбёрн играла главную роль (позже она предстала в главной роли в телевизионном фильме «Любовь среди воров» (1987) и в эпизодической роли в фильме Стивена Спилберга «Всегда»).
- Наряду с фильмами «Врата рая», «Разыскивающий» и «От всего сердца», «Все они смеялись» — был расценен как конец периода Нового Голливуда. Из-за небольшого успеха этих фильмов студии Голливуда больше никогда не позволяли режиссёрам управлять фильмами, которые они финансируют.
- В последние годы многие стали пересматривать фильм, во многом благодаря тому, что его расхвалил Квентин Тарантино, который поставил картину на 6 строчку в своём рейтинге лучших фильмов, составленном в 2002 году[7].

## Создатели фильма

### Съёмочная группа
- Питер Богданович — Режиссёр / Сценарист / Продюсер
- Майк Модер — Продюсер / Исполнительный продюсер
- Джордж Морфоген — Продюсер
- Блейн Новак — Продюсер / Сценарист
- Расселл Шварц — Продюсер
- Робби Мюллер — Оператор
- Дуглас Дигл — Композитор / Дирижёр
- Уильям Каррут — Монтажёр
- Скотт Виккри — Монтажёр
- Пегги Фэррелл — Художник по костюмам
- Мел Меткэлф — Звукорежиссёр
- Ричард Тайлер — Звукорежиссёр
- Рэй Уэст — Звукорежиссёр
- Микки Скотт — Грим

### В ролях
| Актёр           | Роль                |
| --------------- | ------------------- |
| Одри Хепбёрн    | Анжела Ниотис       |
| Бен Газзара     | Джон Руссо          |
| Патти Хансен    | Сэм (Дебора Уилсон) |
| Джон Риттер     | Чарльз Ратледж      |
| Дороти Страттен | Долорес Мартин      |
| Блейн Новак     | Артур Бродский      |
| Линда Макьюэн   | Эми Лестер          |
| Джордж Морфоген | Леон Леондополус    |
| Коллин Кэмп     | Кристи Миллер       |
| Шон Х. Феррер   | Хосе                |
| Гленн Скарпелли | Майкл Ниотис        |

## Премьеры

### Выход в прокат
- 14 августа 1981 — США
- 26 апреля 1982 — Испания (Мадрид)
- 15 сентября 1982 — Франция
- 19 ноября 1982 — Швеция
- 30 июня 1983 — Австралия

### Названия в других странах
- «…e tutti risero»  (итал.) — Италия
- «…och så levde dom lyckliga…»  (швед.) — Швеция
- «Et tout le monde riait…»  (фр.) — Франция
- «Etsivät vauhdissa»  (фин.) — Финляндия
- «Muito Riso e Muita Alegria»  (порт.) — Бразилия
- «Nuestros amores tramposos»  (исп.) — Аргентина
- «Oni wszyscy sie smiali»  (пол.) — Польша
- «Romance em Nova Iorque»  (порт.) — Португалия
- «Sie haben alle gelacht»  (нем.) — Западная Германия
- «Todos rieron»  (исп.) — Испания

### Релизы на DVD
Фильм был выпущен на DVD 17 октября 2006 года в своё 25-летие студией HBO Home Video на английском языке с французскими и испанскими субтитрами. Также в релиз были включены дополнительные материалы: от режиссёра к режиссёру — беседа с Питером Богдановичем и Уэсом Андерсоном; полнометражный звуковой комментарий режиссёра Питера Богдановича.

## Связь с другими фильмами

### Упоминания в фильмах
- «Звезда-80» (1983) — «Все они смеялись» упоминается в этом фильме как картина, во время монтажа которой умерла Дороти Страттен.
- «Беспечный ездок и бешеный бык, или Как поколение секса, наркотиков и рок-н-ролла спасло Голливуд» (2003) — в этом документальном фильме используются кадры из картины «Все они смеялись».

### Похожие работы
- «Слежка» (1987, Джон Бэдэм)

## Интересные факты
- Героиня Кристи Миллер была написана специально для Коллин Кэмп и была основана на её личности.
- Несколько раз за фильм диктор радио говорит голосом Питера Богдановича.
- «Все они смеялись» — самый любимый фильм Богдановича среди тех, которые он снял.